# Бежи зеко, бежи
Бежи зеко, бежи је српски кратки филм из 2003. године. Режију је урадио Павле Вучковић, који је писао и сценарио са Драганом Николићем.